# Peperomia graveolens
Peperomia graveolens Rauh e Barthlott, 1975 è una pianta succulenta della famiglia delle Piperaceae.

## Descrizione

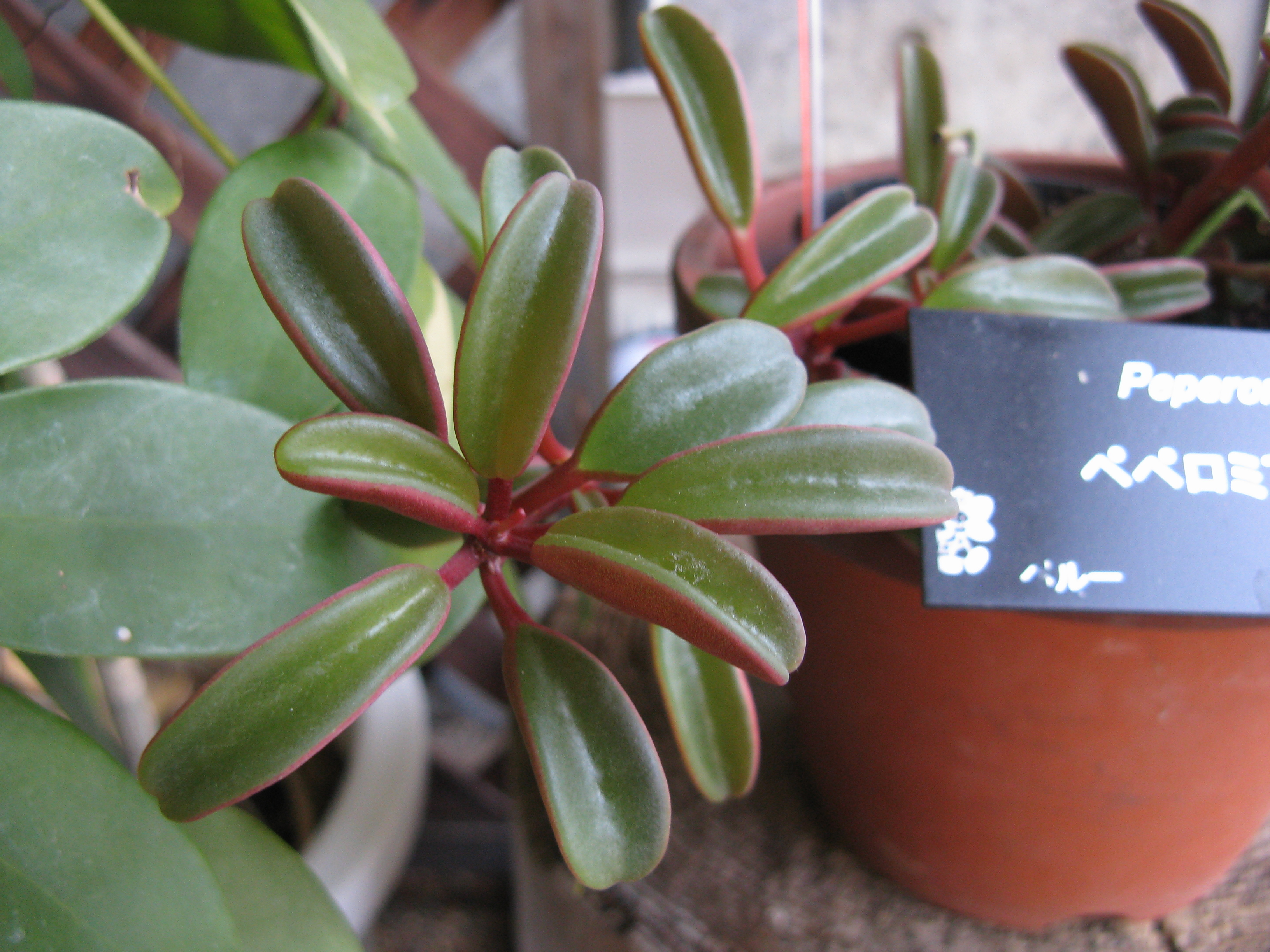
Foglie

Peperomia graveolens ha portamento arbustivo. Ha steli cilindrici, corti e di colore rossiccio, da cui dipartono le foglie ottuse, succulente, di 2–3 cm di lunghezza. Le foglie, dalla forma a V, hanno la pagina inferiore di colore rosso Borgogna, come gli steli, mentre nella pagina superiore è presente una finestra epidermica che espone alla luce solare uno strato di colore verde chiaro.  A differenza della maggioranza delle altre specie del genere Peperomia, che sviluppano infiorescenze prive di odore, i fiori della P. graveolens rilasciano un odore sgradevole, che ricorda quello dell'urina del topo. Proprio a questa caratteristica fa riferimento l'epiteto che compone il nome scientifico della specie; graveolens infatti significa "dall'odore fastidioso".
Ha un aspetto simile ad altre succulente del genere Peperomia, come P. axillaris, P. asperula e P. dolabriformis.

## Distribuzione e habitat
La specie è stata identificata negli anni settanta del Novecento nell'Ecuador meridionale, nella provincia di Azuay, e successivamente in Colombia.